# Saison 10 de Mon oncle Charlie
Chronologie
Saison 9 Saison 11
Cette liste recense et résume les épisodes de la dixième saison de la série télévisée américaine Mon oncle Charlie (Two and a Half Men).

## Distribution

### Acteurs principaux
- Jon Cryer (VF : Lionel Tua) : Alan J Harper
- Ashton Kutcher (VF : Benjamin Pascal) : Walden Schmidt
- Angus T. Jones (VF : Alexandre Nguyen) : Jake Harper
- Conchata Ferrell (VF : Élisabeth Margoni) : Berta Hernandez

### Acteurs récurrents
- Courtney Thorne-Smith (VF : Véronique Alycia) : Lyndsey McElroy (épisodes 3, 5, 8 et 9,11,13 et 14, 16 et 17, 21)
- Sophie Winkleman (VF : Barbara Delsol) : Zoey Hyde-Tottingham-Pierce (épisodes 1 à 3, 5 et 6)
- Brooke D'Orsay (VF : Josy Bernard) : Kate (épisodes 10 à 13, 16)
- Ryan Stiles (VF : Patrice Dozier) : Dr Herb Melnick (épisodes 14, 18 et 19, 21)

### Invités
- Holland Taylor (VF : Maaike Jansen) : Evelyn Harper (épisode 1)
- Judy Greer (VF : Anne Massoteau) : Bridget Schmidt (épisodes 1 et 17)
- Michael Bolton : lui-même (épisode 1)
- Mimi Rogers (VF : Pauline Larrieu) : Robin (épisode 1 et 2)
- Patton Oswalt (VF : Jérôme Wiggins) : Billy Stanhope (épisodes 2, 11 et 14)
- Melanie Lynskey (VF : Natacha Muller) : Rose (épisodes 5 et 6, 16)
- Rebecca McFarland : Leanne (épisode 5)
- Steven Krueger  : Sean (épisodes 8 et 12)
- April Bowlby (VF : Nathalie Spitzer) : Kandi (épisode 9)
- Joel Murray : Nick (épisodes 11 et 12)
- Martin Mull (VF : Michel Prud'homme) : Russell (épisode 12)
- Jaime Pressly (VF : Valérie Nosrée) : Tammy (épisodes 15 et 20)
- Marin Hinkle (VF : Élisabeth Fargeot) : Judith Harper-Melnick (épisode 19)
- Emily Osment (VF : Adeline Chetail) : Ashley (épisode 20)

### Invités spéciaux
- Miley Cyrus (VF : Camille Donda) : Missi (épisodes 4 et 7)

## Synopsis
Après avoir racheté la maison de Charlie, Walden mène une vie tranquille avec Zoé, jusqu’au moment où cette dernière refuse de se marier avec lui. Heureusement qu’Alan est là pour l’aider à surmonter cette épreuve. Les deux amis prendront soin l’un de l’autre maintenant que Jake est parti dans l’armée.

## Épisodes

### Épisode 1:J'ai changé d'avis pour le lait
- États-Unis /  Canada : 27 septembre 2012 sur CBS / CTV
- France : 15 septembre 2013 sur Comédie+
- Québec : sur V
- Suisse : sur TSR1

- États-Unis : 12,54 millions de téléspectateurs

- Holland Taylor (Evelyn Harper)
- Mimi Rogers (Robin Schmidt)
- Brit Morgan (Jill)
- Michael Bolton (lui-même)
- Judy Greer (Bridget Schmidt)
- Sophie Winkleman (Zoey Hyde-Tottingham-Pierce)
- Alem Brhan Sapp (Sergent O.S.)

### Épisode 2:Un gros sac de chien
- États-Unis /  Canada : 4 octobre 2012 sur CBS / CTV
- France : 15 septembre 2013 sur Comédie+
- Québec : sur V
- Suisse : sur TSR1

- États-Unis : 12,33 millions de téléspectateurs

- Mimi Rogers (Robin Schmidt)
- Patton Oswalt (Billy)
- Talyan Wright (Ava)

### Épisode 3:Quatre balles, deux battes et une base
- États-Unis /  Canada : 11 octobre 2012 sur CBS / CTV
- France : 15 septembre 2013 sur Comédie+
- Québec : sur V
- Suisse : sur TSR1

- États-Unis : 11,35 millions de téléspectateurs

- Bre Blair (Rachel)

### Épisode 4:Tu sais pourquoi on t'file des sucettes chez le dentiste?
- États-Unis /  Canada : 18 octobre 2012 sur CBS / CTV
- France : 15 septembre 2013 sur Comédie+
- Québec : sur V
- Suisse : sur TSR1

- États-Unis : 13,60 millions de téléspectateurs

- Miley Cyrus (Missi)

### Épisode 5:C'est pas comme ça qu'on dit à Amsterdam
- États-Unis /  Canada : 25 octobre 2012 sur CBS / CTV
- France : 22 septembre 2013 sur Comédie+
- Québec : sur V
- Suisse : sur TSR1

- États-Unis : 12,94 millions de téléspectateurs

- Melanie Lynskey (Rose)
- Rebecca McFarland (Leanne)

### Épisode 6:Les Furets, à l'attaque
- États-Unis /  Canada : 1er novembre 2012 sur CBS / CTV
- France : 22 septembre 2013 sur Comédie+
- Québec : sur V
- Suisse : sur TSR1

- États-Unis : 12,65 millions de téléspectateurs

- Melanie Lynskey (Rose)

### Épisode 7:Évite la moutarde chinoise
- États-Unis /  Canada : 8 novembre 2012 sur CBS / CTV
- France : 27 septembre 2013 sur Comédie+
- Québec : sur V
- Suisse : sur TSR1

- États-Unis : 14,07 millions de téléspectateurs

- Miley Cyrus (Missi)
- Lindsay Price (Whitney)
- Bradley Snedeker (Ross)
- Rico E. Anderson (Searle)
- Chris Colfer (David) (VF : Romain Redler)
- Jansen Panettiere (Bryan) (VF : Donald Reignoux)

### Épisode 8:Ce que m'a dit mon gynéco
- États-Unis /  Canada : 15 novembre 2012 sur CBS / CTV
- France : 22 septembre 2013 sur Comédie+
- Québec : sur V
- Suisse : sur TSR1

- États-Unis : 13,87 millions de téléspectateurs

- Steven Krueger (Sean)
- Tricia O'Kelley (Shari)

### Épisode 9:Je hurle assez quand je vais pisser
- États-Unis /  Canada : 29 novembre 2012 sur CBS / CTV
- France : 22 septembre 2013 sur Comédie+
- Québec : sur V
- Suisse : sur TSR1

- États-Unis : 13,74 millions de téléspectateurs

- April Bowlby (Kandi)
- Robert Clotworthy (Le présentateur télé)

### Épisode 10:Popaul la couille
- États-Unis /  Canada : 6 décembre 2012 sur CBS / CTV
- France : 22 septembre 2013 sur Comédie+
- Québec : sur V
- Suisse : sur TSR1

- États-Unis : 13,50 millions de téléspectateurs

- Rebecca Marshall (Susan)

### Épisode 11:Un trou pour la queue
- États-Unis /  Canada : 13 décembre 2012 sur CBS / CTV
- France : 29 septembre 2013 sur Comédie+
- Québec : sur V
- Suisse : sur TSR1

- États-Unis : 13,34 millions de téléspectateurs

- Patton Oswalt (Billy Stanhope)
- Joel Murray (Nick)
- Layla Crawford (la petite fille)

### Épisode 12:Bienvenue au château Alan
- États-Unis /  Canada : 3 janvier 2013 sur CBS / CTV
- France : 29 septembre 2013 sur Comédie+
- Québec : sur V
- Suisse : sur TSR1

- États-Unis : 15,41 millions de téléspectateurs

- Joel Murray (Nick)
- Layla Crawford (la petite fille)
- Steven Krueger (Sean)
- Martin Mull (Russell)
- Wayne Wilderson (Père)
- Andrew Pifko (Homme)

### Épisode 13:Attrape une plume et fait la queue
- États-Unis /  Canada : 10 janvier 2013 sur CBS / CTV
- France : 29 septembre 2013 sur Comédie+
- Québec : sur V
- Suisse : sur TSR1

- États-Unis : 14,40 millions de téléspectateurs

- Sofia Mattsson (Inga)
- Madison Riley (Britte)

### Épisode 15:Je Peins, je perce ou je bouche
- États-Unis /  Canada : 7 février 2013 sur CBS / CTV
- France : 6 octobre 2013 sur Comédie+
- Québec : sur V
- Suisse : sur TSR1

- États-Unis : 14,12 millions de téléspectateurs

- Jaime Pressly (Tammy)

### Épisode 16:Avantage au bébé obèse et volant
- États-Unis /  Canada : 14 février 2013 sur CBS / CTV
- France : 6 octobre 2013 sur Comédie+
- Québec : sur V
- Suisse : sur TSR1

- États-Unis : 13,69 millions de téléspectateurs

- Melanie Lynskey (Rose)
- Charles Malik Whitfield (Officier de police)

### Épisode 17:Les Mystères du Collège Throgwarten
- États-Unis /  Canada : 21 février 2013 sur CBS / CTV
- France : 6 octobre 2013 sur Comédie+
- Québec : sur V
- Suisse : sur TSR1

- États-Unis : 13,41 millions de téléspectateurs

- Judy Greer (Bridget Schmid)
- Elizabeth Bogush (Emily)
- James Cook (ami de Jake)
- Alicia Coppola (T.C Randall)
- Elaine Hendrix (Sylvia)

### Épisode 18:Le Train de 9h04 en Provenance de Pemberton
- États-Unis /  Canada : 7 mars 2013 sur CBS / CTV
- France : 6 octobre 2013 sur Comédie+

- États-Unis : 13,54 millions de téléspectateurs

- Jamie Hill (Nicole)

### Épisode 19:Super Épisode: une cuillère a disparu
- États-Unis /  Canada : 14 mars 2013 sur CBS / CTV
- France : 13 octobre 2013 sur Comédie+
- Québec : sur V
- Suisse : sur TSR1

- États-Unis : 12,18 millions de téléspectateurs

- Mikaela Hoover (Morgan)
- Jelly Howie (Kristen)
- Kelly Rohrbach (Amber)
- Marin Hinkle (Judith Harper-Melnick)

### Épisode 20:Mange tes dents! Laisse tomber, c'est une expression
- États-Unis /  Canada : 4 avril 2013 sur CBS / CTV
- France : 13 octobre 2013 sur Comédie+
- Québec : sur V
- Suisse : sur TSR1

- États-Unis : 13,71 millions de téléspectateurs

- Jaime Pressly (Tammy)
- Scott Bakula (Jerry)
- Emily Osment (Ashley)

### Épisode 21:Une autre nuit avec Neil Diamond
- États-Unis /  Canada : 25 avril 2013 sur CBS / CTV
- France : 13 octobre 2013 sur Comédie+
- Québec : sur V
- Suisse : sur TSR1

- États-Unis : 11,32 millions de téléspectateurs

- Jessica Lundy (Sœur Mary Francis)

### Épisode 22:Fabuleux, mon Petit Vidalia, hein?
- États-Unis /  Canada : 2 mai 2013 sur CBS / CTV
- France : 13 octobre 2013 sur Comédie+
- Québec : sur V
- Suisse : sur TSR1

- États-Unis : 12,12 millions de téléspectateurs

- Julie Berman (Sarah)
- Amanda Detmer (Meghan)

### Épisode 23:On est prêt à se payer du bon temps
- États-Unis /  Canada : 9 mai 2013 sur CBS / CTV
- France : 13 octobre 2013 sur Comédie+
- Québec : sur V
- Suisse : sur TSR1

- États-Unis : 12,83 millions de téléspectateurs

- Hilary Duff (Stacey)
- Marilu Henner (Linda)